# Marennes (Charente-Maritime)
Marennes je francouzská obec v departementu Charente-Maritime, v regionu Poitou-Charentes. V roce 2007 měla 5 315 obyvatel. Je střediskem kantonu Marennes.